# Большой Камыш
Большой Камыш — деревня в Ирбитском МО Свердловской области, Россия.

## География
Деревня Большой Камыш «Ирбитского муниципального образования» находится в 20 километрах (по автотрассе в 24 километрах) к юго-югу-востоку от города Ирбит, на левом берегу реки Кирга (левого притока реки Ница), в устье реки Камышка.

## Население
| 2002 | 2010 | 2021 |
| ---- | ---- | ---- |
| 232  | ↘201 | ↘153 |